# Dia Internacional das Florestas
O Dia Internacional das Florestas foi instituído no dia 21 de março, por resolução da Assembleia Geral das Nações Unidas em 28 de novembro de 2013. Todos os anos, vários eventos celebram e consciencializam sobre a importância de todos os tipos de florestas e árvores fora das florestas, em benefício das gerações atuais e futuras. Os países são incentivados a empreender esforços para organizar atividades locais, nacionais e internacionais envolvendo florestas e árvores, como campanhas de plantação de árvores, no Dia Internacional das Florestas. A Secretaria do Fórum das Nações Unidas sobre Florestas, em colaboração com a Organização das Nações Unidas para Agricultura e Alimentação, facilita a implementação de tais eventos em colaboração com governos, a Parceria Colaborativa sobre Florestas e organizações internacionais, regionais e sub-regionais. O Dia Internacional das Florestas foi celebrado pela primeira vez em 21 de março de 2013.

## Antecedentes
A cada ano, mais de 13 milhões de hectares de florestas são perdidos, uma área aproximadamente do tamanho da Inglaterra. As espécies vegetais e animais que as florestas albergam desaparecem também, representando 80% de toda a biodiversidade terrestre. Mais importante ainda, as florestas desempenham um papel crítico nas mudanças climáticas: a desflorestação é responsável por 12 a 18 por cento das emissões de carbono do mundo – quase igual a todo o CO2 do setor de transporte global. Igualmente crucial, as florestas saudáveis são um dos principais ' sequestradores de carbono ' do mundo.
Hoje, as florestas cobrem mais de 30% das terras do mundo e contêm mais de 60 mil espécies de árvores, muitas ainda não identificadas. As florestas fornecem alimentos, fibras, água e medicamentos para aproximadamente 1,6 mil milhões das pessoas mais pobres do mundo, incluindo povos indígenas com culturas únicas.

## História
Em novembro de 1971, os "Estados membros", na 16ª sessão da Conferência da Organização das Nações Unidas para Agricultura e Alimentação, votaram para estabelecer o "Dia Mundial da Floresta" em 21 de março de cada ano. De 2007 a 2012, o Centro de Pesquisa Florestal Internacional (CIFOR) convocou uma série de seis Dias da Floresta, em conjunto com as reuniões anuais da Conferência das Partes da Convenção-Quadro das Nações Unidas sobre Mudanças Climáticas . O CIFOR organizou esses eventos em nome e em estreita cooperação com outros membros da Parceria Colaborativa sobre Florestas (CPF). Após o Ano Internacional das Florestas em 2011, o Dia Internacional das Florestas foi estabelecido por resolução da Assembleia Geral das Nações Unidas em 28 de novembro de 2012.

### Dia da Floresta
O catalisador para o Dia da Floresta foi uma conversa casual em Oxford, Inglaterra, em fevereiro de 2007, entre dois cientistas que achavam que o mundo estava a subestimar a importância das florestas na mitigação das emissões de carbono e viram a necessidade urgente que as mais recentes pesquisas e pensamentos florestais informassem os políticos mundiais e os negociadores da UNFCCC . Eles não previram que a conferência se tornaria um dos eventos globais mais influentes sobre florestas e mudanças climáticas hoje.

#### 1º Dia da Floresta: Bali, Indonésia (2007)

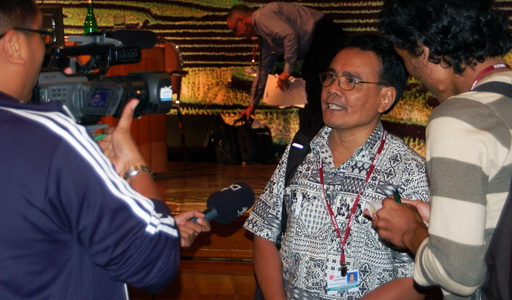
Jornalistas entrevistam o cientista Daniel Murdiyarso do Centro de Pesquisa Florestal Internacional

O Dia da Floresta inaugural foi um dos principais eventos da Convenção-Quadro das Nações Unidas sobre Mudanças Climáticas (UNFCCC) Conferência das Partes (COP) 13 em Bali, Indonésia, em 8 de dezembro de 2007. Mais de 800 pessoas participaram do Dia da Floresta, incluindo cientistas, membros de delegações nacionais e representantes de organizações intergovernamentais e não governamentais.
Uma das principais características do Dia da Floresta foram quatro painéis de discussão paralelos com foco em temas transversais relacionados a florestas e mudanças climáticas. Essas discussões bem concorridas examinaram questões como o estabelecimento de linhas de base e desafios metodológicos na estimativa de carbono florestal ; mercados e desafios de governança associados à Redução de Emissões por Desflorestação e Degradação Florestal (REDD+); adaptação às mudanças climáticas; e compromissos sobre eficiência patrimonial.
As áreas de consenso que surgiram das discussões incluíram o seguinte:
- Embora existam desafios metodológicos significativos a serem superados, os métodos atuais são "bons o suficiente" para prosseguir com o desenho de mecanismos para reduzir as emissões tanto da desflorestação quanto da degradação.
- Os desafios relacionados à governança representam os maiores riscos tanto para os investidores internacionais quanto para as partes interessadas locais no contexto de novos mecanismos.
- Os mecanismos devem ser simples e não devem repetir os erros do Mecanismo de Desenvolvimento Limpo .
- O sucesso de qualquer mecanismo da REDD+ dependerá da vontade política de abordar os impulsionadores da desflorestação, incluindo fatores que tem origem para além do setor florestal.
- Os esforços de adaptação precisam conseguir antecipar em vez de reagir e devem se concentrar nos mais vulneráveis, incluindo as pessoas que dependem da floresta.